# Curroc

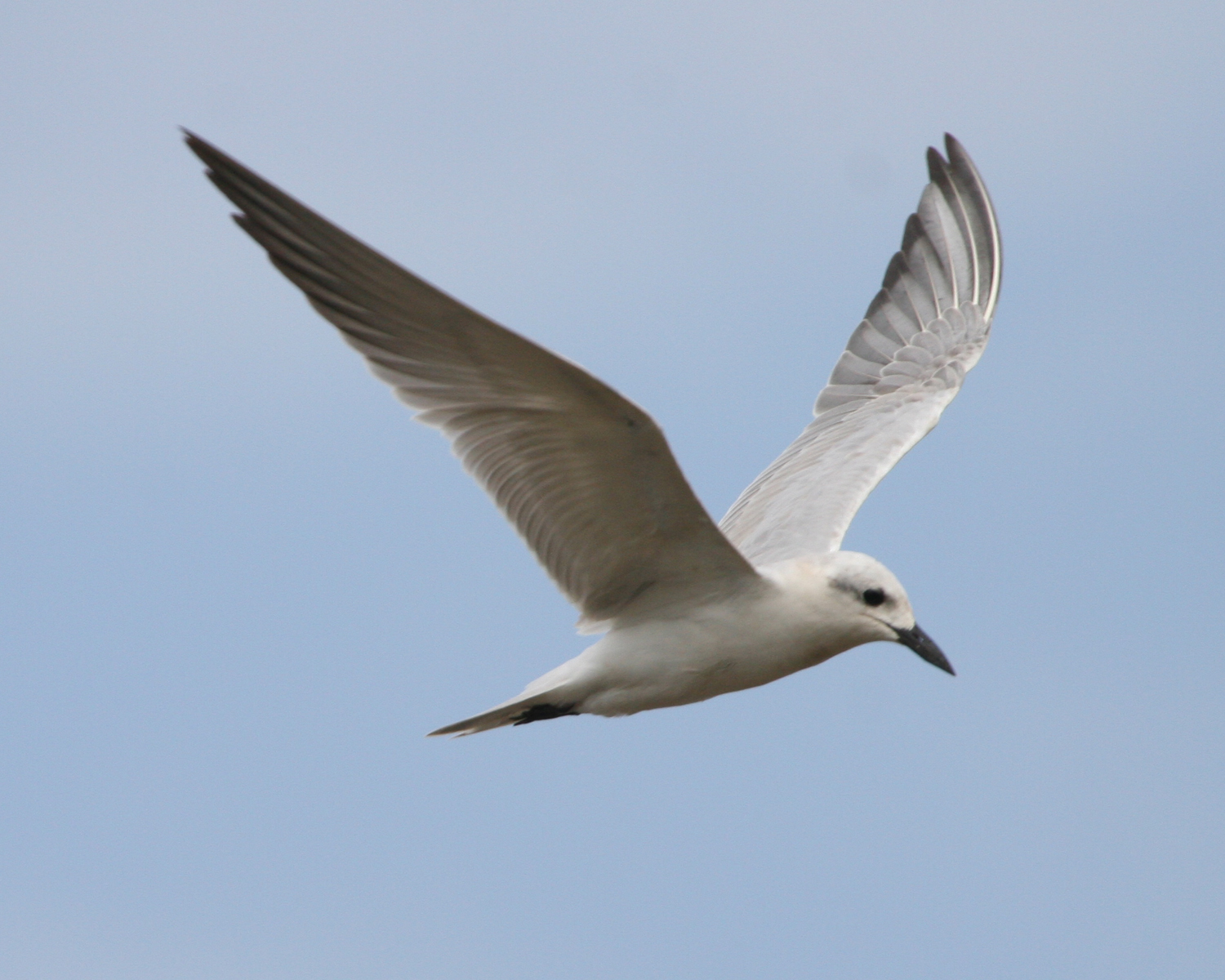
Exemplar fotografiat a Mumbai (Índia)

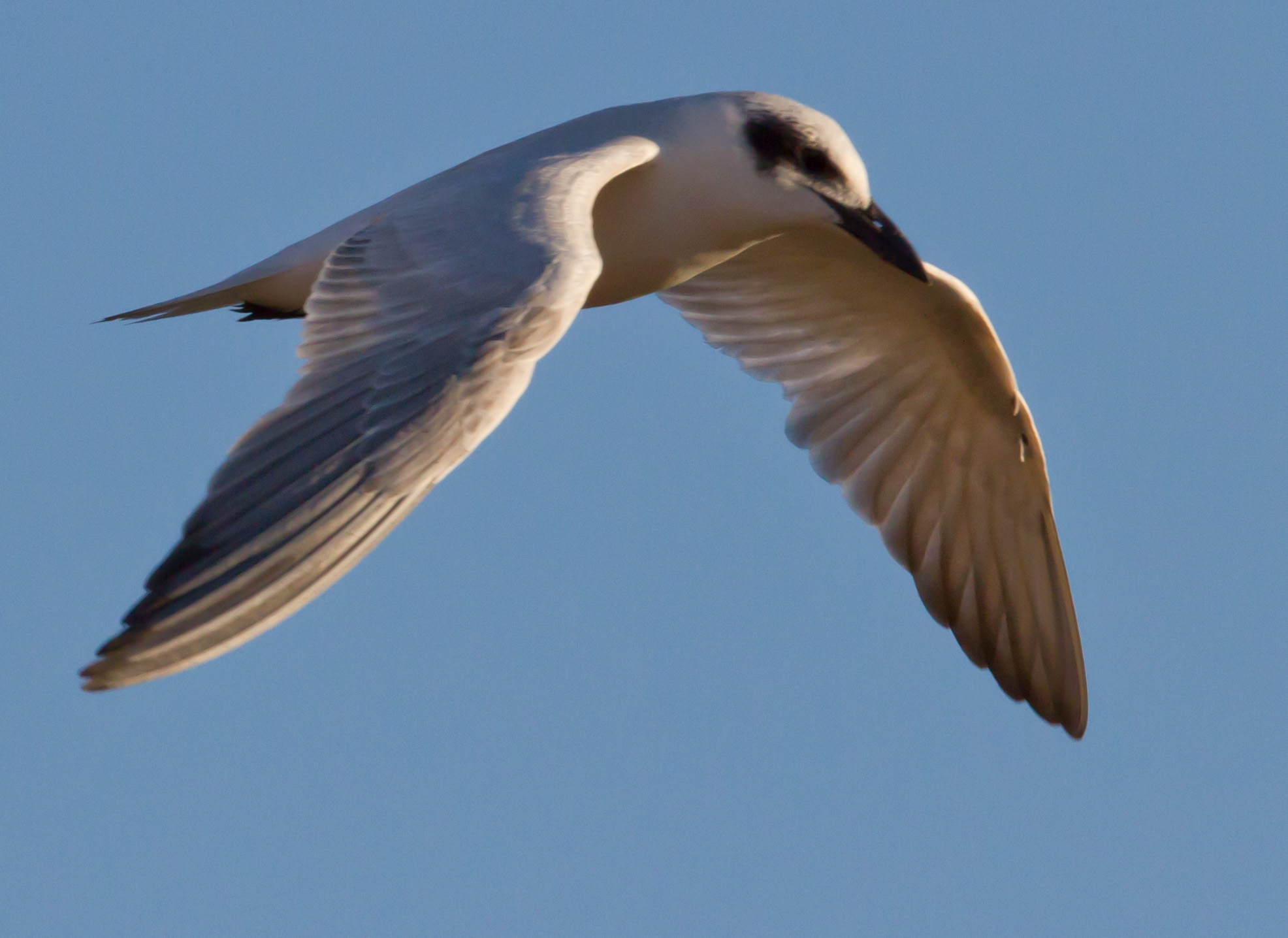
Llambritja de bec negre fotografiada a Karratha (Austràlia)

El curroc, tisoreta o llambritja de bec negre (Sterna nilotica) és un ocell palmípede de l'ordre dels caradriformes, molt semblant al xatrac, del qual es distingeix pel bec, més semblant al de les gavines, i per la mida, lleugerament superior. És ubicat pel Congrés Ornitològic Internacional (versió 2.11, 2011) al monotípic gènere Gelochelidon (C.L. Brehm, 1830).

## Morfologia
- Fa 38 cm de llargària total i 76-86 cm d'envergadura alar.
- Pesa entre 200 i 300 g.
- Té el mantell de color gris cendra i el dessota blanc.
- Bec fort de color negre i s'uneix amb el negre del capell sense discontinuïtat.
- Potes negres -característica útil per diferenciar-lo dels altres xatracs-.
- El capell deriva a blanc durant l'hivern, mentre que el bec és negre tothora.
- En vol les primàries més externes, gastades, esdevenen gris fosc.
- Els joves tenen el dors tènuement tacat d'ocre clar amb la coroneta i el front ocre pàl·lid.[1]

## Subespècies
- Sterna nilotica affinis (Horsefield, 1821)
- Sterna nilotica addenda (Mathews, 1912)
- Sterna nilotica aranea (A. Wilson, 1814)
- Sterna nilotica groenvoldi (Mathews, 1912)
- Sterna nilotica nilotica (J. F. Gmelin, 1789) -Europa, nord-oest d'Àfrica, i de l'Orient Mitjà fins al Kazakhstan, Manxúria i Pakistan-
- Sterna nilotica vanrossemi (Bancroft, 1929)
- Sterna nilotica macrotarsa (Gould, 1837)[2]

L'última d'aquestes subespècies, que correspon a la població australiana, és considerada una espècie de ple dret per alguns autors: curroc australià (Gelochelidon macrotarsa).

## Reproducció
Cria molt localitzadament i en colònies al Delta de l'Ebre, més concretament en illots sorrencs o fangosos de la costa, on folra una petita depressió amb herbes, que farà la funció de cau quan, a l'abril-juny, la femella hi dipositi 2-4 ous. La incubació, en la qual intervenen ambdós progenitors, dura 22 dies i els pollets volen a les 4-5 setmanes.

## Alimentació
Menja preferentment insectes i, també, cucs, peixos, amfibis i petits rosegadors (ratolins, talpons, etc.).

## Hàbitat
Habita la vora de les platges, a les maresmes, als arrossars, a les llacunes i, més rarament, a les aigües de l'interior.

## Distribució geogràfica
Cria al sud d'Europa, Alemanya, Dinamarca, Àsia oriental, ambdues costes de Nord-amèrica, l'est de Sud-amèrica i Austràlia.

## Costums
És estiuenc als Països Catalans i després migra cap a l'Àfrica per hivernar. Les poblacions dels altres continents hivernen al Carib, al nord de Sud-amèrica, sud d'Àsia i Nova Zelanda.

## Observacions
Pot arribar a viure 16 anys.